# Pierre Bergère

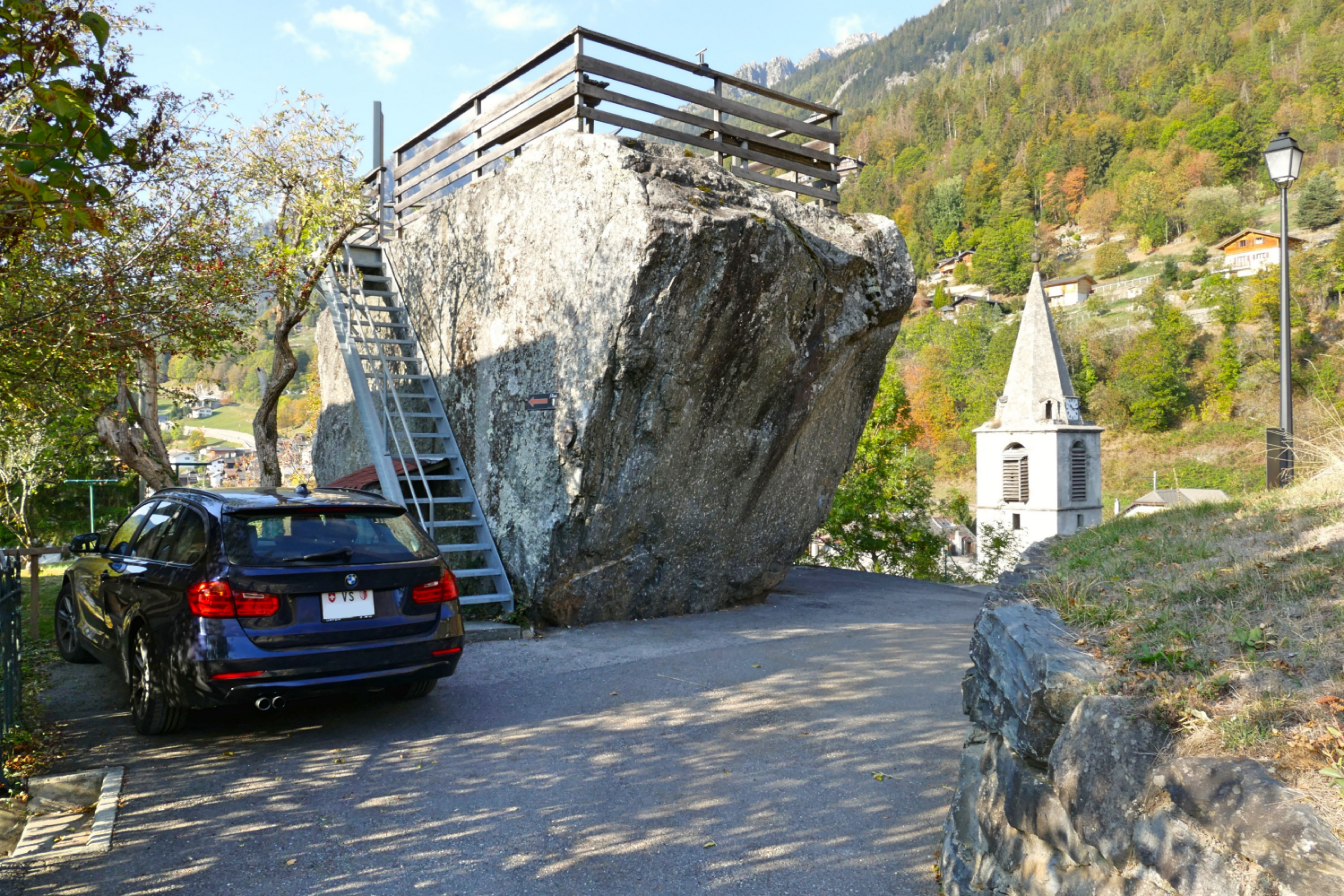
Die Pierre Bergère in Salvan, rechts davon die Dorfkirche

Die Pierre Bergère (Stein der Hirtin) in Salvan im Schweizer Kanton Wallis ist ein erratischer Block von technikgeschichtlicher Bedeutung.

## Lage, Gestaltung und Bezug
Die Pierre Bergère steht etwas östlich der Dorfkirche von Salvan. Die Aussichtsplattform in neun Metern Höhe ist über eine Metalltreppe zugänglich. Zwei Gedenkplaketten am Stein, die eine in Englisch, die andere in Französisch, erinnern an das Jahr 1895.
Damals soll Guglielmo Marconi, Radio- und Amateurfunkpionier, auf der Pierre Bergère erste Versuche zum drahtlosen Übermitteln von Nachrichten durchgeführt haben. Der Italiener Marconi, der 14 Jahre später gemeinsam mit Ferdinand Braun den Nobelpreis für Physik erhielt, konnte ein Signal anfangs bloss wenige Meter weit senden. In einigen Wochen wuchs die Distanz zwischen ihm und einem einheimischen Helfer auf anderthalb Kilometer. Die Beteiligung von Marconi an den Experimenten ist umstritten.

## Fussnoten
1. ↑  Die Angaben gehen aus den beiden Plaketten am Stein hervor. Beide sind als Fotos zum Eintrag abgebildet.
2. ↑  Giuseppe Pelosi: Updating the historical record: Gustav Engisch, not Marconi, believed to have conducted early wireless experiments in Switzerland. Microwave Journal, 14. April 2021.

Koordinaten: 46° 7′ 13,9″ N, 7° 1′ 17,5″ O; CH1903: 567756 / 107757